# Emmanuel Mané-Katz

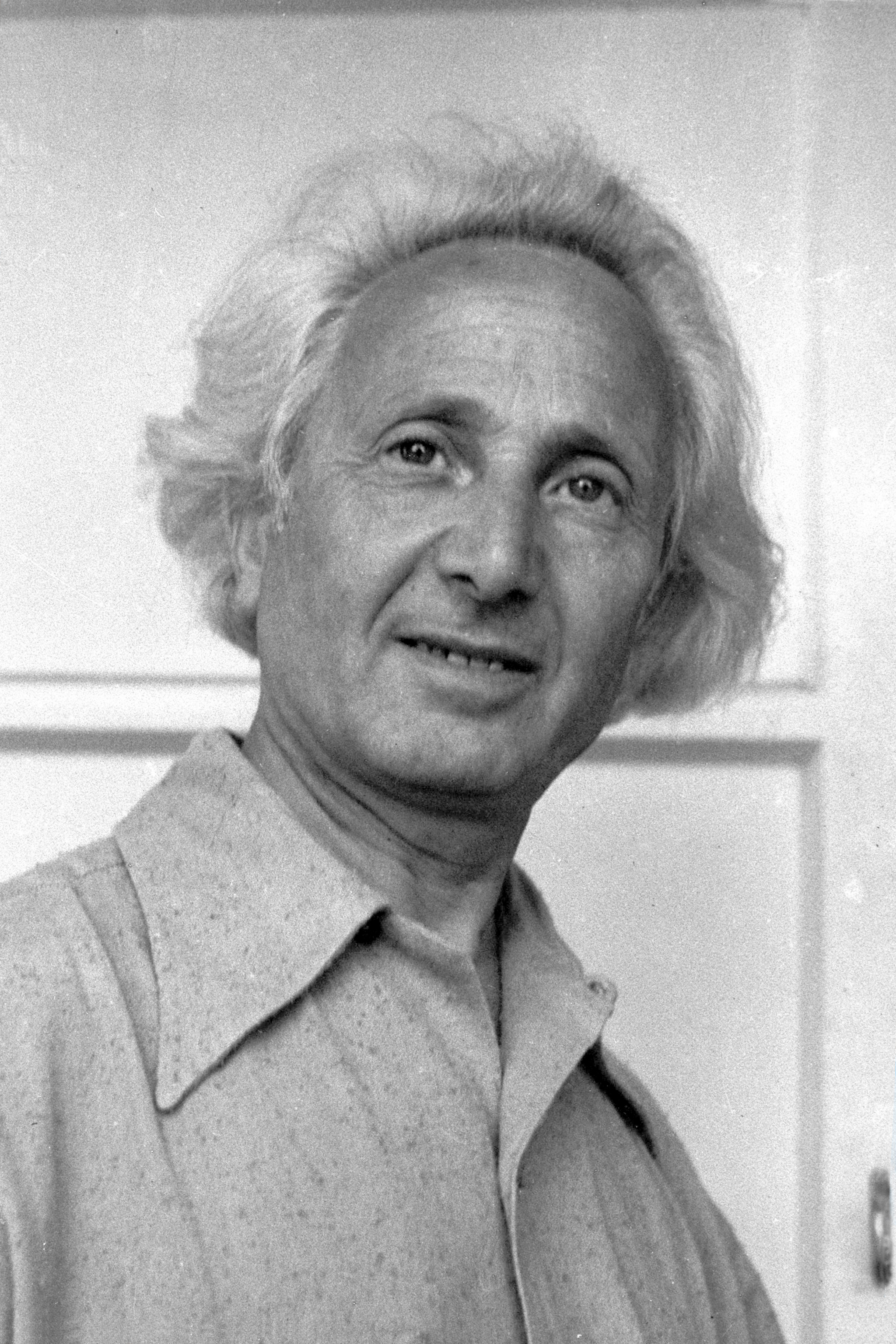
Emmanuel Mané-Katz.

Emmanuel Mané-Katz, en russo Иммануэль (Мане) Лейзерович Кац (Immanuel (Mane) Lejzerovich Kats), en hebreo מאנה כץ (Mane Katz) (Kremenchuk, 5 de junio de 1894 – Haifa, 8 de septiembre de 1962) fue un pintor francés de origen ruso y ascendencia judía. De estilo expresionista, pertenece a la llamada Escuela de París.
En 1913 se trasladó a París para estudiar arte, aunque su padre quería que fuera un rabino. Allí se hizo amigo de Pablo Picasso y otros artistas importantes. En 1931, su pintura El Muro de las Lamentaciones fue galardonada con una medalla de oro en la Feria Mundial de París. Desde el principio, su estilo fue clásico y sombrío, pero su paleta cambió en los últimos años a colores primarios, brillantes, con especial énfasis en temas judíos. Hizo su primer viaje a Palestina en 1928, y posteriormente visitó el país anualmente. Decía que su verdadero hogar era París, pero su hogar espiritual era Israel.
Mané-Katz dejó sus pinturas y su extensa colección personal de la etnografía judía a la ciudad de Haifa, Israel. Cuatro años antes de su muerte, el alcalde de Haifa, Abba Hushi, le proporcionó un edificio en el Monte Carmelo como lugar de trabajo, que se convirtió en el Museo Mané-Katz. La exposición incluye óleos de Mané-Katz, que muestra el progresivo cambio en su estilo con los años, un retrato del artista firmado por Picasso con fecha de 1932 y una gran colección de objetos rituales judíos.
- Datos: Q2660766
- Multimedia: Mane Katz / Q2660766